# Cantón de Romans-sur-Isère-2
El cantón de Romans-sur-Isère-2 era una división administrativa francesa, que estaba situada en el departamento de Drôme y la región de Ródano-Alpes.

## Composición
El cantón estaba formado por trece comunas:
- Châtillon-Saint-Jean
- Crépol
- Génissieux
- Le Chalon
- Miribel
- Montmiral
- Parnans
- Romans-sur-Isère (fracción)
- Saint-Bonnet-de-Valclérieux
- Saint-Laurent-d'Onay
- Saint-Michel-sur-Savasse
- Saint-Paul-lès-Romans
- Triors

## Supresión del cantón de Romans-sur-Isère-2
En aplicación del Decreto n.º 2014-191 de 20 de febrero de 2014, el cantón de Romans-sur-Isère-2 fue suprimido el 22 de marzo de 2015 y sus 13 comunas pasaron a formar parte; ocho del nuevo cantón de Drôme de las Colinas, cuatro del nuevo cantón de Romans-sur-Isère y la fracción de la comuna que le daba su nombre se unió con la otra fracción para que, por medio de una reestructuración cantonal, se formaran dos nuevas fracciones, pasando una a ser la base del nuevo cantón de Romans-sur-Isère y la otra fracción pasara a formar parte del nuevo cantón de Bourg-de-Péage.